# Ульяновский поселковый совет (Белопольский район)
Ульяновский поселковый совет (укр. Улянівська селищна рада) — входит в состав
Белопольского района
Сумской области
Украины.
Административный центр поселкового совета находится в
пгт Ульяновка
.

## Населённые пункты совета
- пгт Ульяновка
- с. Бакша
- с. Павленково